# 圆顶珠蚌
圆顶珠蚌（学名：Unio douglasiae）为蚌科珠蚌属的动物，俗名田刀、蛤蜊、蚌蛤、杜氏蚌。

## 形态
贝壳呈长椭圆形，前端短，后端延长，壳顶稍突，腹缘略为平直；绿褐色至黑色壳皮，常剥蚀而露出白斑。

## 分布
分布于俄罗斯、朝鮮半島、日本、台湾岛以及中国大陆的黑龙江、吉林、辽宁、内蒙古、陕西、山西、河北、山东、河南、安徽、江苏、浙江、江西、湖北、湖南、福建、广东、广西、四川、云南等地，常见于栖息地广泛、湖泊、河流、水库以及池塘沿岸带。